# Unterauersbach
Unterauersbach is een plaats en voormalige gemeente in de Oostenrijkse deelstaat Stiermarken. Het is sinds 2015 een ortschaft van de gemeente Gnas, die deel uitmaakt van het district Südoststeiermark.

De gemeente Unterauersbach telde in 2013 432 inwoners en lag tot 2013 in het district Feldbach en vervolgens in Südoststeiermark. In 2015 ging ze bij een herindeling, samen met met Aug-Radisch, Baumgarten bei Gnas, Grabersdorf, Maierdorf, Poppendorf, Raning, Trössing en een deel van Kohlberg, op in de gemeente Gnas.

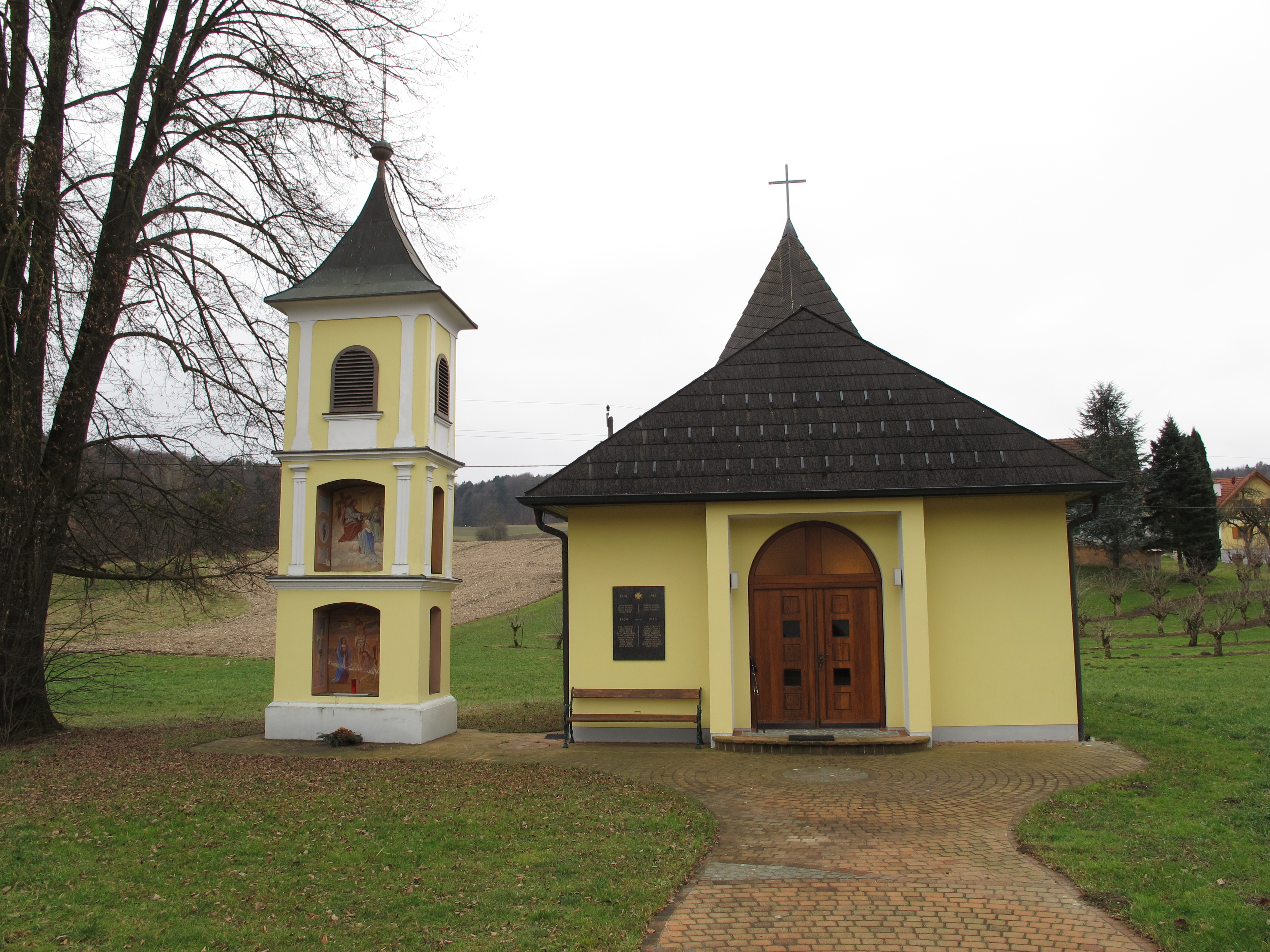

Bad Gleichenberg · Bad Radkersburg · Deutsch Goritz · Edelsbach bei Feldbach · Eichkögl · Fehring · Feldbach · Gnas · Halbenrain · Jagerberg · Kapfenstein · Kirchbach-Zerlach · Kirchberg an der Raab · Klöch · Mettersdorf am Saßbach · Mureck · Paldau · Pirching am Traubenberg · Riegersburg · Sankt Anna am Aigen · Sankt Peter am Ottersbach · Sankt Stefan im Rosental · Straden · Tieschen · Unterlamm